# Monarchia duale
Una monarchia duale si presenta quando due regni separati vengono governati dal medesimo monarca, seguono la medesima politica estera, dispongono di un'unione doganale ed hanno un esercito combinato. Il termine è tipicamente utilizzato per riferirsi all'Austria-Ungheria di cui ha finito per divenire un sinonimo storico, monarchia duale esistita dal 1867 al 1919.
Negli anni '70 dell'Ottocento, utilizzando proprio la monarchia duale dell'Austria-Ungheria come modello, l'allora Principe di Galles (futuro Edoardo VII) ed il primo ministro inglese William Ewart Gladstone proposero che Irlanda e Gran Bretagna fossero unite a formare una monarchia duale. I loro sforzi furono vani, ma l'idea venne ripresa nuovamente nel 1904 da Arthur Griffith nel suo The Resurrection of Hungary. Griffith notò come nel 1867 l'Ungheria era entrata a far parte dell'Impero austriaco come entità separata e co-eguale nell'ambito dell'Austria-Ungheria. Pur non essendo quindi un monarchico egli stesso, Griffith avocò tale approccio alle relazioni anglo-irlandesi. L'idea anche in questo caso non venne ad ogni modo perseguita e l'Irlanda combatté una guerra d'indipendenza per lasciare l'Unione di Gran Bretagna ed Irlanda.
Gli storici utilizzano anche il termine per riferirsi ad altri esempi in cui un re governa due stati, come nel caso di Enrico V ed Enrico VI che effettivamente ressero i troni d'Inghilterra e di Francia nel XV secolo come risultato della formazione di uno stato fantoccio in gran parte della Francia durante la Guerra dei Cent'anni, La Danimarca-Norvegia, monarchia duale esistente dal 1537 al 1814, l'Unione iberica tra Portogallo e Spagna (1580-1640), e la Confederazione polacco-lituana (1569-1795).
Una monarchia duale non necessariamente è un'unione personale. In una unione personale due o più regni sono governati dalla medesima persona ma vi possono essere anche altre strutture governative condivise. Vi sono stati in unione personale che hanno eserciti separati, una separata politica estera e separate unioni doganali. In questo senso l'Austria-Ungheria non era una mera unione personale, dal momento che entrambi gli stati avevano condiviso un gabinetto di politica estera, l'esercito e finanze comuni.